# Song Yadong
Song Yadong (Harbin, 2 de dezembro de 1997) é um lutador profissional de artes marciais mistas chinês, que atualmente compete pelo UFC na categoria dos galos.

## Início
Aos 10 anos de idade, Song foi mandado por sua mãe para a cidade de Dengfeng, para estudar a arte marcial Wushu. Song veio a ganhar uma medalha de ouro no Campeonato nacional de Sanshou em Hebei no peso até 60kg aos 12 anos.

## Carreira no MMA

### Ultimate Fighting Championship
Em Novembro de 2017, foi anunciado que Song Yadong faria sua estreia no UFC contra o também estreante Bharat Kandare no UFC Fight Night: Bisping vs. Gastelum em Shanghai, China. Yadong venceu por finalização no primeiro round.
Em sua segunda luta no UFC, Song enfrentou Felipe Arantes em 23 de junho de 2018 no UFC Fight Night: Cowboy vs. Edwards. Song venceu por nocaute técnico no segundo round.  Com a vitória, Song recebeu seu primeros bônus de “Performance da Noite”.
Song enfrentou Vince Morales em 24 de novembro de 2018 mo UFC Fight Night: Blaydes vs. Ngannou 2. Ele venceu por decisão unânime.
Song enfrentou Alejandro Pérez em 6 de julho de 2019 no UFC 239: Jones vs. Santos. Ele venceu por nocaute no primeiro round. Com a vitória, ele recebeu seu segundo bônus de “Performance da Noite”, garantindo $50,000 extra.
Song enfrentou Cody Stamann em 7 de dezembro de 2019 no UFC on ESPN: Overeem vs. Rozenstruik. A luta terminou em um empate majoritário.

## Cartel no MMA
| Cartel no MMA       |             |            |
| 25 lutas            | 18 vitórias | 5 derrotas |
| Por nocaute         | 7           | 1          |
| Por finalização     | 3           | 0          |
| Por decisão         | 8           | 3          |
| Por desqualificação | 0           | 1          |
| Empates             | 1           | 1          |
| No contest          | 1           | 1          |

| Res.    | Cartel     | Oponente               | Método                               | Evento                                  | Data       | Round | Tempo | Local                 | Notas                                                 |
| ------- | ---------- | ---------------------- | ------------------------------------ | --------------------------------------- | ---------- | ----- | ----- | --------------------- | ----------------------------------------------------- |
| Derrota | 21-7-1 (1) | Petr Yan               | Decisão (unânime)                    | UFC 299: O'Malley vs. Vera 2            | 09/03/2024 | 3     | 5:00  | Miami, Flórida        |                                                       |
| Vitória | 21-6-1 (1) | Chris Gutiérrez        | Decisão (unânime)                    | UFC Fight Night: Song vs. Gutiérrez     | 09/12/2023 | 5     | 5:00  | Las Vegas, Nevada     |                                                       |
| Vitória | 20-6-1 (1) | Ricky Simón            | Nocaute Técnico (socos)              | UFC Fight Night: Song vs. Simón         | 29/04/2023 | 5     | 1:10  | Las Vegas, Nevada     | Performance da Noite.                                 |
| Derrota | 19-6-1 (1) | Cory Sandhagen         | Nocaute Técnico (interrupção médica) | UFC Fight Night: Sandhagen vs. Song     | 17/09/2022 | 4     | 5:00  | Enterprise, Nevada    |                                                       |
| Vitória | 19-5-1 (1) | Marlon Moraes          | Nocaute (socos)                      | UFC Fight Night: Santos vs. Ankalaev    | 12/03/2022 | 1     | 2:06  | Enterprise, Nevada    |                                                       |
| Vitória | 18-5-1 (1) | Julio Arce             | Nocaute Técnico (socos)              | UFC Fight Night: Holloway vs. Rodriguez | 13/11/2021 | 2     | 1:35  | Las Vegas, Nevada     |                                                       |
| Vitória | 17-5-1 (1) | Casey Kenney           | Decisão (dividida)                   | UFC 265: Lewis vs. Gane                 | 07/08/2021 | 3     | 5:00  | Houston, Texas        |                                                       |
| Derrota | 16-5-1 (1) | Kyler Phillips         | Decisão (unânime)                    | UFC 259: Blachowicz vs. Adesanya        | 06/03/2021 | 3     | 5:00  | Las Vegas, Nevada     |                                                       |
| Vitória | 16-4-1 (1) | Marlon Vera            | Decisão (unânime)                    | UFC on ESPN: Overeem vs. Harris         | 16/05/2020 | 3     | 5:00  | Jacksonville, Florida | Luta nos Penas; Luta da Noite.                        |
| Empate  | 15-4-1 (1) | Cody Stamann           | Empate (majoritário)                 | UFC on ESPN: Overeem vs. Rozenstruik    | 07/12/2019 | 3     | 5:00  | Washington, D.C.      |                                                       |
| Vitória | 15-4 (1)   | Alejandro Pérez        | Nocaute (soco)                       | UFC 239: Jones vs. Santos               | 06/07/2019 | 1     | 2:04  | Las Vegas, Nevada     | Performance da Noite.                                 |
| Vitória | 14-4 (1)   | Vince Morales          | Decisão (unânime)                    | UFC Fight Night: Blaydes vs. Ngannou 2  | 24/11/2018 | 3     | 5:00  | Beijing               |                                                       |
| Vitória | 13-4 (1)   | Felipe Arantes         | Nocaute Técnico (cotoveladas)        | UFC Fight Night: Cowboy vs. Edwards     | 23/06/2018 | 2     | 4:59  | Kallang               | Volta aos galos; Performance da Noite.                |
| Vitória | 12-4 (1)   | Bharat Khandare        | Finalização (guilhotina)             | UFC Fight Night: Bisping vs. Gastelum   | 25/11/2017 | 1     | 4:16  | Shanghai              | Estreia no UFC; Luta nos Penas; Performance da Noite. |
| Vitória | 11-4 (1)   | Makoto Yoshida         | Nocaute Técnico (socos)              | WLF W.A.R.S. 18                         | 27/10/2017 | 1     | 1:05  | Maerkang, China       | Estreia nos Leves.                                    |
| Vitória | 10-4 (1)   | Edgars Skrivers        | Decisão (unânime)                    | Kunlun Fight MMA 10                     | 06/04/2017 | 3     | 5:00  | Beijing               |                                                       |
| Vitória | 9-4 (1)    | Shamil Nasrudinov      | Finalização (mata leão)              | WLF W.A.R.S. 10                         | 26/11/2016 | 2     | N/A   | Zhengzhou             |                                                       |
| Derrota | 8-4 (1)    | Renat Ondar            | Decisão (unânime)                    | WLF E.P.I.C. 9                          | 24/10/2016 | 3     | 5:00  | Zhengzhou             |                                                       |
| Vitória | 8-3 (1)    | Vachagan Nikogosyan    | Nocaute Técnico (socos)              | WLF E.P.I.C. 6                          | 23/07/2016 | 1     | N/A   | Zhengzhou             |                                                       |
| Derrota | 7-3 (1)    | Alexey Polpudnikov     | Nocaute (soco)                       | MFP: Mayor's Cup 2016                   | 14/05/2016 | 2     | 0:50  | Khabarovsk            | Volta aos Penas.                                      |
| Vitória | 7-2 (1)    | Artak Nazaryan         | Nocaute Técnico (socos)              | WLF E.P.I.C. 2                          | 13/03/2016 | 2     | N/A   | Henan                 |                                                       |
| Vitória | 6-2 (1)    | Aleksander Zaitsev     | Decisão (unânime)                    | WLF E.P.I.C. 1                          | 13/01/2016 | 3     | 5:00  | Zhengzhou             | Volta aos Galos.                                      |
| Derrota | 5-2 (1)    | Giovanni Moljo         | Desqualificação (chute ilegal)       | Road to M-1: China                      | 25/07/2015 | 2     | 5:00  | Chengdu               |                                                       |
| Vitória | 5-1 (1)    | Rae Yoon Ok            | Nocaute (soco)                       | WBK 3                                   | 05/04/2015 | 1     | 0:50  | Ningbo                | Estreia nos Penas.                                    |
| Derrota | 4-1 (1)    | Xian Ji                | Decisão (unânime)                    | ONE FC 24: Dynasty of Champions         | 19/12/2014 | 3     | 5:00  | Beijing               |                                                       |
| Vitória | 4-0 (1)    | Yafei Zhao             | Decisão (majoritária)                | RUFF 13                                 | 07/06/2014 | 3     | 5:00  | Shanghai              |                                                       |
| Vitória | 3-0 (1)    | Baasankhuu Damlanpurev | Finalização (mata leão)              | RUFF 12                                 | 29/03/2014 | 1     | N/A   | Shanghai              |                                                       |
| Vitória | 2-0 (1)    | Heili Alateng          | Decisão (unânime)                    | RUFF 11                                 | 30/11/2013 | 3     | 5:00  | Shanghai              |                                                       |
| Vitória | 1-0 (1)    | Wulalibieke Baheibieke | Decisão (unânime)                    | RUFF 10                                 | 24/09/2013 | 3     | 5:00  | Shanghai              |                                                       |
| NC      | 0-0 (1)    | Wuheng Zhao            | Sem Resultado (golpe ilegal)         | RUFF 9                                  | 18/05/2013 | N/A   | N/A   | Sanya                 | Estreia nos Galos.                                    |